# Femmes à New York
Pour plus de détails, voir Fiche technique et Distribution.
Femmes à New York (Frauen in New York) est un téléfilm allemand réalisé par Rainer Werner Fassbinder, diffusé en 1977.

## Fiche technique
- Titre : Femmes à New York
- Titre original : Frauen in New York
- Réalisation : Rainer Werner Fassbinder
- Scénario : Nora Gray d'après la pièce de Clare Boothe Luce
- Photographie : Michael Ballhaus
- Montage : Wolfgang Kerhutt
- Décors : Rolf Glittenberg
- Pays d'origine : Allemagne
- Format : Couleurs - Mono
- Genre : Comédie
- Durée : 111 minutes
- Date de diffusion : 1977

## Distribution
(Certaines ont des rôles multiples) :
- Christa Berndl : Mary Haines
- Margit Carstensen : Sylvia Fowler
- Anne-Marie Kuster : Peggy Day
- Eva Mattes : Edith Potter
- Angela Schmid : Nancy Blake / Princesse Tamara / Miss Trimmerback
- Barbara Sukowa : Chrystal Allen
- Heide Grübl : Jane / Le professeur de gymnastique / Jeune fille désespérée
- Ehmi Bessel : Mrs Wagstaff / Ingrid, la cuisinière / Première directrice / Miss Watts, la secrétaire / 2e dame
- Suzanne Werht : 1re vendeuse / 1re coiffeuse / 1re jeune fille
- Carola Schwarz : 2e vendeuse / 2e coiffeuse / Helene, la soubrette
- Irm Hermann : Olga, la manucure / Miriam
- Adelheid Müther : Euphie / Mannequin / La cigarettière
- Ilse Bally : La dame au masque de boue / 2e directrice / 1re dame
- Andrea Grosske : Miss Fordyce, la préceptrice / Luca, la femme de ménage / Maggie, la cuisinière / Une veuve
- Christina Prior : Klein-Mary
- Gisela Uhlen : Mrs Moorehead / Comtesse de Lage
- Henny Zschoppe : Infirmière / Sadie, la jeune fille du vestiaire
- Sabine Wegener : La débutante

## Autour du téléfilm
- La pièce de théâtre avait déjà été adaptée en 1939 par George Cukor sous le titre Femmes.